# Pamplemousses (Distrikt)
Koordinaten: 20° 7′ S, 57° 35′ O
Pamplemousses ist ein Distrikt auf dem Inselstaat Mauritius und liegt im Norden der Insel. Seine Bezirkshauptstadt ist Triolet. Distrikte sind auf Mauritius vorwiegend Statistikbezirke und Gerichtsbezirke (siehe hierzu: Gerichtsorganisation in Mauritius). Auf Ebene des Distrikts besteht ein District Court. Dieser liegt für den Distrikt Pamplemousses in der Ortschaft Pamplemousses.

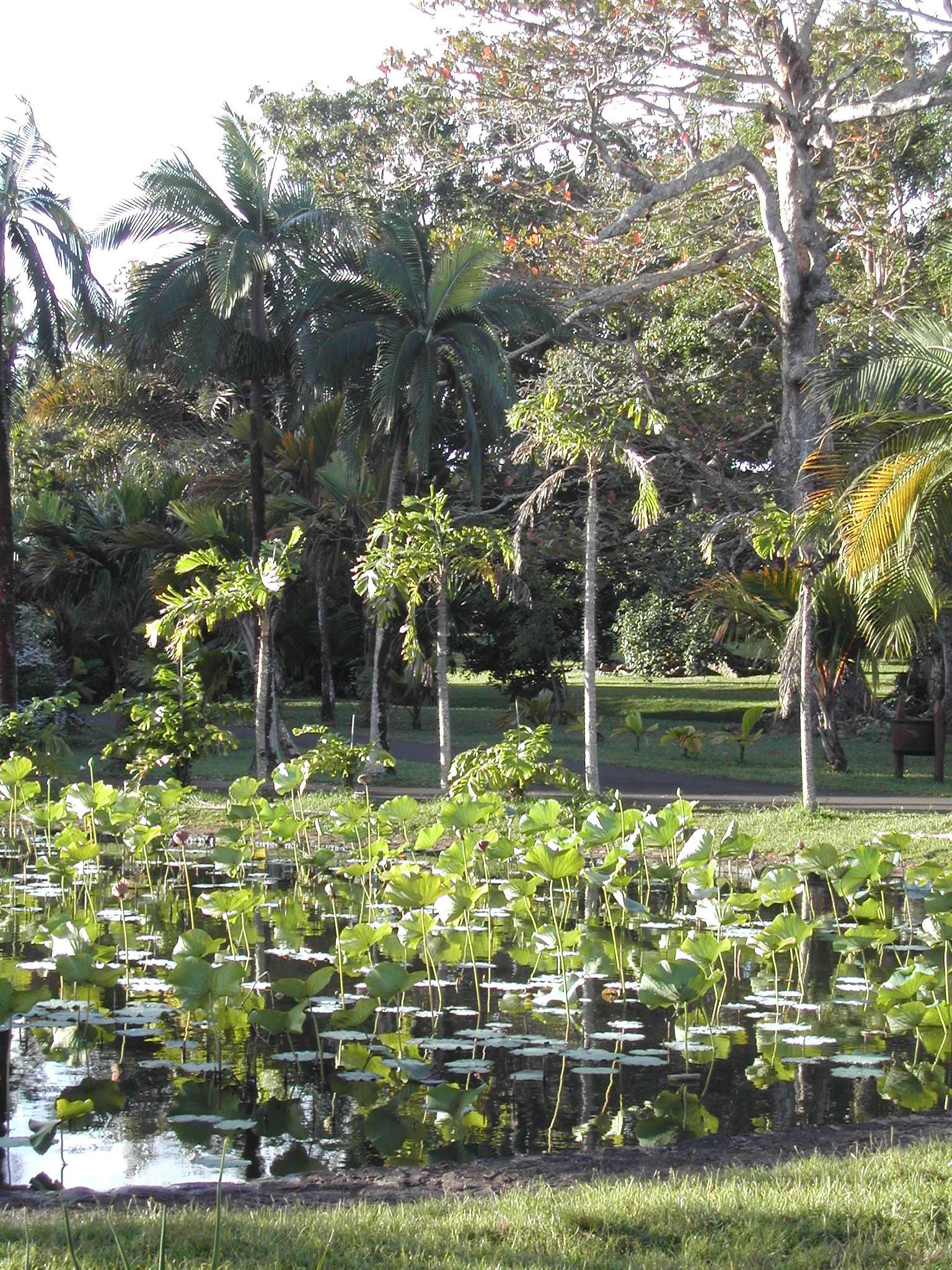
Sir Seewoosagur Ramgoolam Botanical Garden in Pamplemousses

## Gemeinden
Mauritius ist zu Verwaltungszwecken in Gemeinden ("Village Council Areas") (VCA) eingeteilt. Die folgende Tabelle nennt die VCA die (zumindest teilweise) im Distrikt Pamplemousses liegen. Die Grenzen der Distrikte sind nicht deckungsgleich mit denen der Gemeinden. Gemeinden sind daher teilweise zwei oder drei Distrikten zugeordnet. Im Distrikt Pamplemousses liegen 22 Gemeinden (VCA).
| Nr.  | Ortsname                    | Abgrenzung                                                            |
| ---- | --------------------------- | --------------------------------------------------------------------- |
| 1201 | Arsenal VCA                 | 0                                                                     |
| 1202 | Calebasses VCA              | 0                                                                     |
| 1203 | Congomah VCA                | 0                                                                     |
| 1204 | Crève Coeur VCA             | 0                                                                     |
| 1205 | D'Épinay VCA                | 0                                                                     |
| 1206 | Fond du Sac VCA             | 0                                                                     |
| 1207 | Grand Baie VCA (West)       | Ost im Distrikt Rivière du Rempart                                    |
| 1208 | Long Mountain VCA           | 0                                                                     |
| 1209 | Morcellement St. André VCA  | 0                                                                     |
| 1210 | Pamplemousses VCA           | 0                                                                     |
| 1211 | Piton VCA (West)            | Ost im Distrikt Rivière du Rempart                                    |
| 1212 | Plaine des Papayes VCA      | 0                                                                     |
| 1213 | Pointe aux Piments VCA      | 0                                                                     |
| 1214 | Terre Rouge VCA             | 0                                                                     |
| 1215 | Triolet VCA                 | 0                                                                     |
| 1216 | Villebague VCA (Nord-West)  | Ost im Distrikt Rivière du Rempart Distrikt und Süd im Distrikt Flacq |
| 1217 | Baie du Tombeau VCA         | 0                                                                     |
| 1218 | Le Hochet VCA               | 0                                                                     |
| 1219 | Mapou VCA (Süd)             | Nord Distrikt im Rivière du Rempart                                   |
| 1220 | Notre Dame VCA              | 0                                                                     |
| 1221 | Amitié VCA (West)           | Ost im Distrikt Rivière du Rempart                                    |
| 1222 | Belle Vue Maurel VCA (Nord) | Süd im Distrikt Rivière du Rempart                                    |